# Écozone néotropicale : plantes à graines par nom scientifique (S)
à compléter par ordre alphabétique

## Sa

### Sam
- Samaipaticereus - fam. Cactacées (cactus)
  - Samaipaticereus corroanus

## Sc

### Sch
- Schefflera - fam. Araliacées  (arbre tropical)
  - Schefflera abyssinica
  - Schefflera actinophylla - Arbre-ombrelle
    - Schefflera actinophylla amate

  - Schefflera arboricola
    - Schefflera arboricola compacta
    - Schefflera arboricola charlotte - Schefflera Charlotte
    - Schefflera arboricola melanie - Schefflera Mélanie

  - Schefflera elegantissima - Faux aralia, ou Petit boux calédonien, ou Aralia élégant
  - Schefflera myriantha
  - Schefflera morototonii - Morototó
  - Schefflera pueckleri
  - Schefflera robusta
  - Schefflera venulosa

- Schlumbergera - fam. Cactacées (Cactus)
  - Schlumbergera × buckleyi - Cactus de Noël
  - Schlumbergera kautskyi
  - Schlumbergera obtusangula
  - Schlumbergera opuntioides
  - Schlumbergera orssichiana
  - Schlumbergera russelliana
  - Schlumbergera truncata

### Scl
- Sclerocactus - fam. Cactacées (Cactus)
  - Sclerocactus brevihamatus
  - Sclerocactus erectocentrus
  - Sclerocactus glaucus
  - Sclerocactus intertextus
  - Sclerocactus johnsonii
  - Sclerocactus mariposensis
  - Sclerocactus mesae-verdae
  - Sclerocactus papyracanthus
  - Sclerocactus polyancistrus
  - Sclerocactus scheeri
  - Sclerocactus uncinatus
  - Sclerocactus unguispinus
  - Sclerocactus warnockii
  - Sclerocactus whipplei
  - Sclerocactus wrightiae

## Se

### Sel
- Selenicereus - fam. Cactacées (Cactus)
  - Selenicereus anthonyanus
  - Selenicereus atropilosus
  - Selenicereus boeckmannii
  - Selenicereus chontalensis
  - Selenicereus chrysocardium
  - Selenicereus donkelaarii
  - Selenicereus grandiflorus
  - Selenicereus hallensis
  - Selenicereus hamatus
  - Selenicereus inermis
  - Selenicereus innesii
  - Selenicereus macdonaldiae
  - Selenicereus megalanthus
  - Selenicereus murrillii
  - Selenicereus nelsonii
  - Selenicereus pteranthus
  - Selenicereus setaceus
  - Selenicereus spinulosus
  - Selenicereus testuto
  - Selenicereus tricae
  - Selenicereus vagans
  - Selenicereus werklei
  - Selenicereus wittii

## St

### Ste
- Stenocactus - fam. Cactacées (Cactus)
  - Stenocactus coptonogonus
  - Stenocactus crispatus
  - Stenocactus multicostatus
  - Stenocactus obvallatus
  - Stenocactus ochoterenanus
  - Stenocactus pentacanthus
  - Stenocactus phyllacanthus
  - Stenocactus sulphureus
  - Stenocactus vaupelianus

- Stenocereus - fam. Cactacées (Cactus)
  - Stenocereus alamosensis
  - Stenocereus aragonii
  - Stenocereus beneckei
  - Stenocereus chrysocarpus
  - Stenocereus dumortieri
  - Stenocereus eichlamii
  - Stenocereus eruca
  - Stenocereus fimbriatus
  - Stenocereus fricii
  - Stenocereus griseus
  - Stenocereus gummosus
  - Stenocereus martinezii
  - Stenocereus montanus
  - Stenocereus queretaroensis
  - Stenocereus quevedonis
  - Stenocereus standleyi
  - Stenocereus stellatus
  - Stenocereus thurberi

- Stephanocereus - fam. Cactacées (Cactus)
  - Stephanocereus leucostele
  - Stephanocereus luetzelburgii

- Stetsonia - fam. Cactacées (Cactus)
  - Stetsonia coryne

### Str
- Strombocactus - fam. Cactacées (Cactus)
  - Strombocactus disciformis